# 马尼亚拉湖

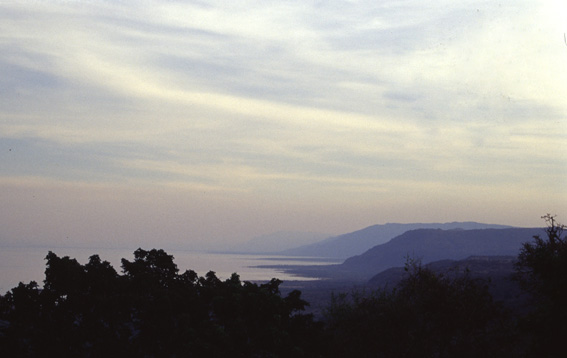
夕阳后的悬崖边的马尼亚拉湖

马尼亚拉湖（英語：Lake Manyara），是东非大裂谷分支上的一潭浅水湖泊，位于坦桑尼亚。湖泊名称来源于马赛人语言中的“emanyara”，本词表述的并不是湖泊本身，而是周边地区。
湖水面积231平方千米，为咸水湖，碱水水域pH值接近9.5。但随着季节的变化pH值会产生波动，旱季时大面积的泥塘会暴露在空气中。